# Lupinus poopoensis
Lupinus poopoensis är en ärtväxtart som beskrevs av Charles Piper Smith. Lupinus poopoensis ingår i släktet lupiner, och familjen ärtväxter. Inga underarter finns listade i Catalogue of Life.